# Municipio Sucre (Sucre)
Sucre es uno de los 15 municipios del Estado Sucre. Su capital es la ciudad de Cumaná, la cual a su vez, también es la capital del estado. Posee una superficie de 1570 km².

## Geografía

### Límites
El municipio delimita por el este y sureste con el Municipio Montes, por el noreste con el Municipio Bolívar, por el sur con los municipios Pedro María Freites del estado Anzoategui y Libertad, por el suroeste con los municipios Guanta, Juan Antonio Sotillo y Simón Bolívar todos estos del estado Anzoategui, finalmente, por el oeste hasta el norte, el municipio delimita con el Mar Caribe.

### Organización parroquial
El municipio se encuentra dividido en 7 parroquias. Las parroquias urbanas (pertenecientes a Cumaná) son: Altagracia, Santa Inés, Valentín Valiente y Ayacucho. Las parroquias no urbanas son: San Juan (capital San Juan), Raúl Leoni (capital Puerto de Santa Fe) y Gran Mariscal (capital Los Altos de Sucre).
| Parroquia         | Superficie | Población    | Densidad      |
| ----------------- | ---------- | ------------ | ------------- |
| Altagracia        | km²        | 190.379 hab. | hab./km²      |
| Ayacucho          | km²        | 56.223 hab.  | hab./km²      |
| Gran Mariscal     | km²        | 10.260 hab.  | hab./km²      |
| Raúl Leoni        | km²        | 20.580 hab.  | hab./km²      |
| San Juan          | km²        | 18.466 hab.  | hab./km²      |
| Santa Inés        | km²        | 93.105 hab.  | hab./km²      |
| Valentín Valiente | km²        | 81.835 hab.  | hab./km²      |
| Municipio Sucre   | 1570 km²   | 470.848 hab. | 287,8 hab/km² |

### Capital

Escudo de armas de Cumaná.

La capital del municipio se ubica en el noroeste, frente al Mar Caribe, y se llama Cumaná, en ella nació Antonio José de Sucre, mejor amigo del libertador venezolano Simón Bolívar, aunque él también es conocido por su título "Gran Mariscal de Ayacucho". El área del municipio es de 1570 km² y tiene una población de 693 101 habitantes con una densidad de 441,4 habitantes por km².

## Economía
El municipio tiene como economía principal la pesca y el turismo, por sus playas atractivas e innumerosos peces en la zona, además de que cuentan con el Parque nacional Mochima, uno de los parques más bellos de Venezuela.su economía principalmente se basa en la ganadería y los servicios sociales

## Cultura

### Festividades
Las celebraciones más importantes incluyen la conmemoración de la fundación de Cumaná, el velorio de la cruz de mayo y el día de Santa Inés, patrona de la ciudad. También destaca la celebración del carnaval, donde se escuchan ritmos como el calipso y la soca. Aunque esta última no es autóctona, se ha convertido en un referente dominante dentro de la cultura cumanesa.

### Religión
La mayoría de la población profesa la fe cristiana, siendo la Iglesia católica la principal denominación. También existen diversos grupos protestantes, entre ellos varias congregaciones evangélicas. Las principales celebraciones religiosas católicas se manifiestan durante la Semana Santa y la Navidad. Por su parte, algunos grupos evangélicos organizan eventos como la "marcha para Jesús".

### Patrona
El municipio tiene como patrona a Santa Inés. Sin embargo, también se venera a una figura de devoción regional: la Virgen del Valle.

## Política y gobierno

### Alcaldes
| Período     | Alcalde               | Partido político / Alianza | % de votos | Notas |
| ----------- | --------------------- | -------------------------- | ---------- | --- |
| 1989 - 1992 | Eloy Gil              | AD                         | 42,76      | Primer alcalde bajo elecciones directas |
| 1992 - 1995 | Eloy Gil              | AD                         | 34,96      | Reelecto |
| 1995 - 2000 | Elio Figuera          | MAS                        | -          | Segundo alcalde bajo elecciones directas(se realizaron elecciones generales adelantadas en el 2000 debido a la aprobación de la Constitución de 1999) |
| 2000 - 2004 | Ramiro Gómez          | AD                         | 48,62      | Tercer alcalde bajo elecciones directas |
| 2004 - 2008 | Enrique Maestre       | MVR                        | 46,76      | Cuarto alcalde bajo elecciones directas |
| 2008 - 2013 | Rafael Acuña          | PSUV                       | 47,79      | Quinto alcalde bajo elecciones directas (se postergan 1 año las elecciones municipales pautadas para finales del 2012)                                |
| 2013 - 2017 | David Velásquez       | PSUV                       | 54,71      | Sexto alcalde bajo elecciones directas |
| 2017 - 2021 | Luis Sifontes         | PSUV                       | 71,77      | Séptimo alcalde bajo elecciones directas |
| 2021 - 2025 | Luis Sifontes         | PSUV                       | 43,65      | Reelecto |
| 2025-2029   | Pedro Germán Figueroa | PSUV                       | 93.85      | Octavo alcalde bajo elecciones directas. |

### Concejo municipal
Período 2025 - 2029
| Concejales        | Partido político / Alianza |
| ----------------- | -------------------------- |
| Yelitza Nazaret   | PSUV                       |
| Yanet Guilarte    | PSUV                       |
| Eliézer Ponce     | PSUV                       |
| Gregory Sarmiento | PSUV                       |
| Manuel Quijada    | PSUV                       |
| Iván Muñoz        | PSUV                       |
| Dianela Gómez     | PSUV                       |
| Elizabeth Mata    | PSUV                       |
| Alexander Falfan  | PSUV                       |
| Carolina Figuera  | PSUV                       |
| Marian González   | (Representación Indígena)  |